# Krzywe (jezioro w województwie lubuskim)
Krzywe – niewielkie jezioro w województwie lubuskim, w powiecie sulęcińskim, w gminie Lubniewice, położone na Pojezierzu Łagowskim w pobliżu zachodnich granic miasta Lubniewice.
Jezioro w całości znajduje się na obszarze chronionego krajobrazu Pojezierze Lubniewicko-Sulęcińskie.

## Hydronimia
Jezioro pojawia się w źródłach w 1852 roku jako: Krumme S., a następnie Krummer See (1912, 1934). Państwowy rejestr nazw geograficznych jako obowiązującą nazwę urzędową podaje Krzywe, jednocześnie wymieniając nazwę oboczną Jezioro Krzywe. W niektórych źródłach jezioro nazywane jest jako Jezioro Krzywe Duże.

## Morfometria
Według danych Według danych Instytutu Meteorologii i Gospodarki Wodnej powierzchnia zwierciadła wody jeziora wynosi 14,5 ha, natomiast A. Choiński, poprzez planimetrowanie na mapach 1:50 000, określił wielkość jeziora na 13,5 ha.
Średnia głębokość zbiornika wodnego to 2,0 m, a maksymalna – 4,1 m. Objętość jeziora wynosi 290 tys. m³.
Według danych IMGW lustro wody znajduje się na wysokości 48,3 m n.p.m., natomiast według numerycznego modelu terenu udostępnionego przez Geoportal lustro wody znajduje się na wysokości 47,9 m n.p.m.
Według Mapy Podziału Hydrograficznego Polski jezioro leży na terenie zlewni siódmego poziomu Dopływ z jez. Miechowskiego (l). Identyfikator MPHP to 1896272.

## Zagospodarowanie
Administratorem wód jeziora jest Regionalny Zarząd Gospodarki Wodnej w Poznaniu. Utworzył on obwód rybacki, który obejmuje między innymi wody jeziora Krzywego oraz jeziora Karpnik wraz z wodami cieku bez nazwy przepływającego przez oba jeziora (Obwód rybacki jeziora Krzywe Duże na cieku bez nazwy w zlewni rzeki Lubna – Nr 2). Gospodarkę rybacką na jeziorze prowadzą Danuta i Jerzy Tonak.